# ブリティッシュ・スチール
ブリティッシュ・スチール（British Steel）は、イギリスの製鉄会社。第二次世界大戦後に国営企業体として発足後、幾度となく分離、合併、買収により名称や経営母体が変わってきた経緯があり、その時々ブリティッシュ・スチールの名が用いられた。

## 前史
1951年、労働党政権下でイギリス国内の製鉄会社が国有企業化されてブリティッシュ・スチール（British Steel Corporation）が誕生。以後、保守党政権下で分割民営化、再び労働政権下で統合されて国営化が繰り返された後、1988年に再度民営化されて再びブリティッシュ・スチール（British Steel plc）が発足した。
20世紀後半には、製鉄業の競争は激しいものとなっており、1999年にオランダのホーゴーバンと合併してコーラス・グループへ社名変更。さらに2007年には、インドのタタ製鉄が120億ドルで買収してタタ製鉄ヨーロッパとなった。

## 新生ブリティッシュ・スチール
2016年、タタ製鉄は赤字が続くイギリスの製鉄事業を売却を決断。投資会社グレイブル・キャピタルが1ポンドで事業を取得。再度、ブリティッシュ・スチールの名を冠した企業（British Steel Limited）が誕生した。タタから分離した事業にはスカンソープの一貫製鉄所、ティーズサイドの製鋼所、ヨークの設計コンサルタント、フランス北東部の製鋼所などの施設が含まれた。
この新しいブリティッシュ・スチールも厳しい競争には太刀打ちができず、2019年5月22日に経営破綻した。この時点で年産450万トンの生産能力を持ち、5千人の従業員を抱えていた。2019年8月には、トルコの複合企業オヤック財閥が買収に乗り出したが10月までに交渉が難航して頓挫。翌2020年には中国の敬業集団が買収した。